# Вудсон (округ)
Ву́дсон (англ. Woodson County; часто сокращается как WO) — округ в штате Канзас, США. Официально образован в 1855 году. По состоянию на 2010 год, численность населения составляла 3 309 человек.

## География
По данным Бюро переписи США, общая площадь округа равняется 1 309,117 км2, из которых 1 296,581 км2 суша и 12,562 км2 или 0,960 % это водоёмы.

## Население
По данным переписи населения 2000 года в округе проживает 3 788 жителей в составе 1 642 домашних хозяйств и 1 052 семей. Плотность населения составляет 3,00 человека на км2. На территории округа насчитывается 2 076 жилых строений, при плотности застройки около 2,00-х строений на км2. Расовый состав населения: белые — 96,96 %, афроамериканцы — 0,82 %, коренные американцы (индейцы) — 0,87 %, азиаты — 0,05 %, гавайцы — 0,00 %, представители других рас — 0,24 %, представители двух или более рас — 1,06 %. Испаноязычные составляли 1,37 % населения независимо от расы.
В составе 25,80 % из общего числа домашних хозяйств проживают дети в возрасте до 18 лет, 53,80 % домашних хозяйств представляют собой супружеские пары проживающие вместе, 7,40 % домашних хозяйств представляют собой одиноких женщин без супруга, 35,90 % домашних хозяйств не имеют отношения к семьям, 33,30 % домашних хозяйств состоят из одного человека, 19,40 % домашних хозяйств состоят из престарелых (65 лет и старше), проживающих в одиночестве. Средний размер домашнего хозяйства составляет 2,24 человека, и средний размер семьи 2,83 человека.
Возрастной состав округа: 21,70 % моложе 18 лет, 7,40 % от 18 до 24, 22,10 % от 25 до 44, 23,90 % от 45 до 64 и 23,90 % от 65 и старше. Средний возраст жителя округа 44 лет. На каждые 100 женщин приходится 96,80 мужчин. На каждые 100 женщин старше 18 лет приходится 96,80 мужчин.
Средний доход на домохозяйство в округе составлял 25 335 USD, на семью — 31 369 USD. Среднестатистический заработок мужчины был 23 950 USD против 16 135 USD для женщины. Доход на душу населения составлял 14 283 USD. Около 10,20 % семей и 13,20 % общего населения находились ниже черты бедности, в том числе — 17,20 % молодёжи (тех, кому ещё не исполнилось 18 лет) и 13,20 % тех, кому было уже больше 65 лет.